# Tokushu Ian Shisetsu Kyōkai

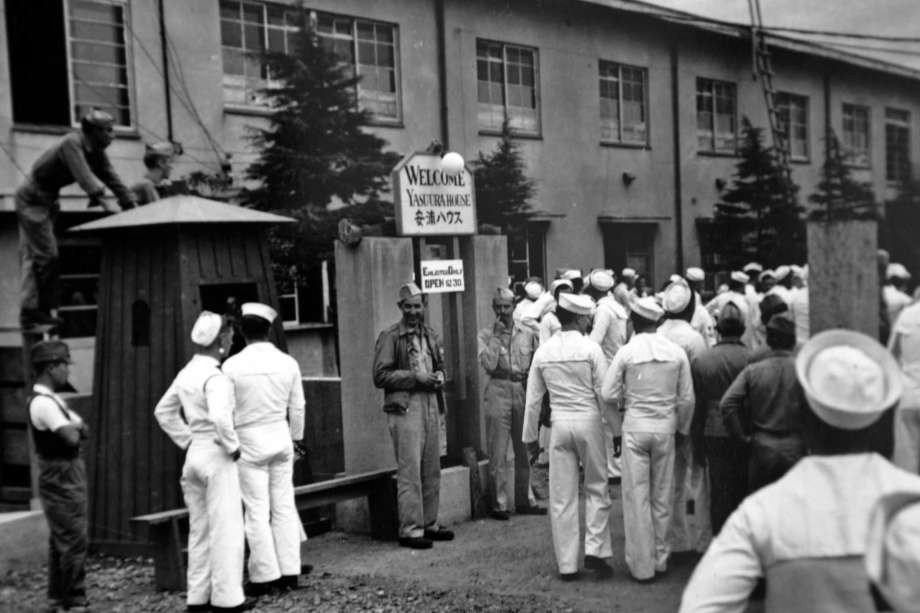
Yasuura House

Tokushu Ian Shisetsu Kyōkai (japanska: 特殊慰安施設協会, 'Speciella Komfortfacilitetsorganisationen') eller TISK, var en statlig japansk organisation som etablerades den 23 augusti 1945. Orsaken till grundadet var att förse de allierade trupperna med organiserad prostitution. Man ville förhindra de våldtäkter som de japanska myndigheterna utgick från annars skulle drabba den japanska civilbefolkningen under den kommande ockupationen av Japan. Kvinnor rekryterades till dessa bordeller med falska förespeglingar. TISK upplöstes av den amerikanska ockupationsmyndigheten 25 mars 1946. 